# Стоунхенџ (роман)
Стоунхенџ (енгл. Stonehenge) је историјски роман британског писца Бернарда Корнвела, први пут објављен 1999. године. Роман маштовито реконструише догађаје са краја трећег миленијума пре нове ере, када је праисторијско место онога што је данас познато као Стоунхенџ амбициозно обновљено, са каменим монолитима који су заменили дрвене стубове.
Књигу је у Србији објавила издавачка кућа Отворена књига 2005. године, у преводу Љиљане Николић.

## Радња
Једног летњег дана у насеље Ратарин долази странац који доноси велико благо у злату. Један од старешининих синова убија га у старом храму. Тајанствено благо, за које неки верују да је дар богова, уноси велики несклад у племе. Три брата га схватају сваки на свој начин, али деле један сан. Ленгар, ратник, зна да благо може остварити његову амбицију да постане велики владар и преузме власт над племеном. Камабан, други син, има визију да да ће изградња огромног храма створити место за богове, а такође и потврдити моћ људи који су га изградили. Међутим, трећи син, Сабан, човек мира, љубавник сунчане невесте, тај је који ће бити главни градитељ Храма Сенки.

## Ликови
- Сабан − најмлађи син поглавара племена, промишљен, саосећајан и практичан. Он постаје кључна фигура у изградњи каменог храма, балансирајући између сукоба своје породице и жеље за миром и јединством.
- Камабан − други поглаварев син, рођен са деформитетом и напуштен од племена. Он израста у моћног, фанатичног свештеника са визионарским уверењем да ће изградња храма донети племену наклоност бога Сунца, али његов екстремизам доводи до трагичних последица.
- Ленгар − најстарији поглаварев син, бруталан и амбициозан ратник. Он тражи моћ и доминацију над суседним племенима, у директној супротности са мирнијом нарави свог најмлађег брата. Његова глад за освајањем покреће већи део сукоба у роману.
- Деревин − испрва Сабанова вереница, потом Ленгарова робиња, на крају постаје моћна и утицајна висока свештеница суседног племена Катало.
- Аурена − млада девојка која је због своје лепоте одабрана да буде жртвована као Сунчева невеста. Након што је поштеђена своје судбине, она постаје Сабанова жена.
- Хенгал − поглавар Ратарина, отац Ленгара, Камабана и Сабана. Прагматичан је и донекле немилосрдан, дубоко забринут за одржавање моћи и опстанка племена.